# Waldo's People
Waldo's People er et Finsk Eurodance band. Det repræsenterede Finland i Eurovision Song Contest 2009, med sangen "Lose Control". De kvalificere sig til finalen via juryernes hjælp, men i finalen sluttede de på sidstepladsen med 22 point.

## Album
- Waldo's People (RCA/Blue Bubble 1998)
- No Man's Land (RCA 2000)
- Greatest Hits (Sony BMG 2008)
- Paranoid (Sony BMG 2009)

| Musikgruppe | Spire Denne artikel om en musikgruppe er en spire som bør udbygges. Du er velkommen til at hjælpe Wikipedia ved at udvide den. |